# Уайнапутина
Уайнапути́на (исп. Huaynaputina [wainapuˈtina], от кечуа Wayna — «молодой», Putina — «вулкан») — крупный вулкан, расположенный в вулканическом нагорье в южном Перу.
Вулкан не имеет опознаваемого горного профиля, но вместо этого имеет форму большого вулканического кратера. Знаменит катастрофическим извержением 19 февраля 1600 года (6 баллов по шкале вулканических извержений VEI), которое было сильнейшим извержением вулкана в Южной Америке за всю историю заселения континента людьми.
Считается, что это извержение могло быть причиной больших климатических изменений в ходе так называемого «Малого ледникового периода». В частности, оно могло вызвать Великий голод в России 1601—1603 годов, который способствовал народным брожениям Смутного времени. Однако прямых доказательств этой связи пока не обнаружено.
Последствия трагедии:
- более 1500 погибших;
- разрушения в городах Арекипа и Мокегуа;
- разрушены до основания несколько больших деревень;
- полная потеря урожая, которая привела к массовым заболеваниям;
- постепенное изменение климата.

Потеряв в 1600 году большую часть вулканической постройки, вулкан Уайнапутина «спит» до сих пор. Однако, учитывая мощь вулкана, учёные внимательно следят за его состоянием, фиксируя малейшие изменения в коре.